# Cocalinho
Cocalinho este un oraș în Mato Grosso (MT), Brazilia.